# Nicolaus Thomas Host
Nicolaus Thomas Host (6 de desembre de 1771 a Fiume, actualment Rijeka – 13 de gener de 1834 a Schönbrunn) va ser un botànic austríac i el metge personal de l'Emperador del Sagrat Imperi Germànic Francesc II. Entre les seves obres de botànica s'inclou Synopsis plantarum in Austria ai el volum Austriacorum Icones et descriptions graminum; també va ser el primer director del jardí botànic del Palau de Belvedere. El gènere de plantes Hosta rep aquest nom en honor seu.